# Chilwadgi, Koppal
Chilwadgi là một làng thuộc tehsil Koppal, huyện Koppal, bang Karnataka, Ấn Độ.